# Бодиско, Яков Андреевич
Бодиско, Яков Андреевич (9 октября 1794 или 1794, Москва — 31 марта 1876) — русский генерал, комендант Бомарсунда, участник Крымской войны. 

## Биография
Родился в Москве в семье коллежского асессора Андрея Андреевича из рода Бодиско и его супруги Горгон де Сен Поль. В 1811 году поступил на военную службу прапорщиком пешей артиллерии. Принимал участие в Отечественной войне 1812 года. С 1837 года подполковник, а с 1845 года полковник русской армии. На момент начала Крымской войны был комендантом Бомарсунда. 21 июня 1854 форт был атакован англо-французской эскадрой. Несмотря на героическую оборону крепость капитулировала 16 августа того же года. В знак признания его боевых заслуг ему была сохранена шпага, но сам он был депортирован во Францию. По окончании войны вернулся в Санкт-Петербург.
Награждён орденом Святого Георгия 4-го класса (20 ноября 1848 года).